# VV Elinkwijk in het seizoen 1963/64
Het seizoen 1963/1964 was het 10e jaar in het bestaan van de Utrechtse betaaldvoetbalclub Elinkwijk. De club kwam uit in de Eerste divisie en eindigde daarin op de zevende plaats. Tevens deed de club mee aan het toernooi om de KNVB beker, hierin werd in de eerste ronde verloren van Be Quick (1–2).

## Wedstrijdstatistieken

### Eerste divisie
|       | BVV   | DHC   | Eindhoven | Enschedese Boys | Excelsior | Fortuna | RBC   | SHS   | Sittardia | Telstar | Veendam | Velox | De Volewijckers | VVV   | Willem II |
| ----- | ----- | ----- | --------- | --------------- | --------- | ------- | ----- | ----- | --------- | ------- | ------- | ----- | --------------- | ----- | --------- |
| Thuis | 5 – 2 | 1 – 4 | 0 – 1     | 3 – 1           | 2 – 2     | 5 – 0   | 1 – 1 | 2 – 1 | 2 – 2     | 2 – 0   | 0 – 2   | 2 – 0 | 1 – 0           | 5 – 1 | 3 – 3     |
| Uit   | 2 – 4 | 4 – 1 | 2 – 0     | 1 – 1           | 2 – 3     | 1 – 4   | 1 – 2 | 1 – 1 | 1 – 3     | 1 – 0   | 3 – 1   | 1 – 1 | 4 – 1           | 6 – 2 | 2 – 2     |

### KNVB beker
| 1e ronde                                      | Be Quick                             | 2 – 1 (0 – 1) | Elinkwijk         |
| 29 september 1963 Plaats: Groningen Esserberg | Tinus Nijhoving 60' Frits Hutten 65' |               | 40' Jan de Kleijn |

## Statistieken Elinkwijk 1963/1964

### Eindstand Elinkwijk in de Nederlandse Eerste divisie 1963 / 1964
| Stand | Gespeeld | Gewonnen | Gelijk | Verloren | Punten | Doelpunten voor | Doelpunten tegen |
| ----- | -------- | -------- | ------ | -------- | ------ | --------------- | ---------------- |
| 7e    | 30       | 13       | 8      | 7        | 34     | 60              | 52               |

### Topscorers
| #                 | Naam                 | Goal |
| ----------------- | -------------------- | ---- |
| 1.                | Jan de Kleijn        | 16   |
| 2.                | Chris Geutjes        | 15   |
| 3.                | Henny van Egdom      | 11   |
| 3.                | Hans van der Heijden | 11   |
| 5.                | Tonnie Nieuwenhuys   | 3    |
| 6.                | Job Gademans         | 1    |
| 6.                | Bert van Straalen    | 1    |
| 6.                | Johnny van der Velde | 1    |
| Onbekend doelpunt |                      |      |
| –                 | Onbekend             | 1    |
| Totaal            | Totaal               | 60   |

| #      | Naam          | Goal |
| ------ | ------------- | ---- |
| 1.     | Jan de Kleijn | 1    |
| Totaal | Totaal        | 1    |

## Voetnoten
BVV ·
DHC ·
Elinkwijk ·
Enschedese Boys ·
Eindhoven ·
Excelsior ·
Fortuna ·
RBC ·
SHS ·
Sittardia ·
Telstar ·
Veendam ·
Velox ·
De Volewijckers ·
VVV ·
Willem II